# Cascada Nachi
La cascada Nachi (en japonés, 那智滝, Nachi no Taki) es una gran caída de agua permanente de Japón que se encuentra en la prefectura de Wakayama. La cascada, con 133 m de altura es una de las cataratas más altas del Japón (con la cascada Kegon, la cascada Fukuroda y la cascada Hannoki, la más alta, con 497 m).
Se cree que era la casa de un kami  llamado Hiryū Gongen, adorado en Kumano Nachi Taisha, hoy parte de los Sitios sagrados y rutas de peregrinación de los Montes Kii, un lugar declarado Patrimonio de la Humanidad por la Unesco en 2004.

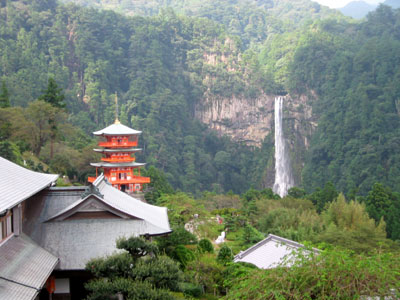
Vista del templo budista Seiganto-ji, con la cascada Nachi al fondo.

En la parte superior de la cascada hay dos rocas que se cree que era la casa de un kami, denominado Hiryū Gongen, guardián de las cataratas y del santuario sintoísta, venerado en Kumano Nachi Taisha. Aun así, se considera la manifestación de la Kannon de la cascada, que representa que la compasión fluye sin fin. También  había un templo budista que fue destruido durante la Restauración Meiji, a finales del siglo XIX. Cada mañana un sacerdote Shinto ofrece ofrendas a la cascada en un ritual. En 1918 se realizaron excavaciones en un montículo de la base de la cascada y se encontró que contendía muchos artefactos arqueológicos importantes, incluyendo estatuas, espejos, accesorios de altar y cilindros sutra, que se muestran en la Ryuhoden (Sala del Tesoro), que se encuentra junto a la Pagoda Sanjudo de 3 pisos. Estos montículos fueron creados por sacerdotes en tiempos de guerra para esconder sus tesoros, y también muchos objetos fueron enterrados en el lugar ante la creencia que el fin del mundo estaba llegando, a principios del siglo X.